# Centro Olímpico de BMX
 Centro Olímpico de BMX ili u prijevodu Olimpijski BMX centar bila je staza izgrađena za natjecanja u BMX biciklizmu na Olimpijskim igrama 2016. u Rio de Janeiru.
Staza je zauzimala površinu 4.000 četvornih metara i bila duga 400 metara, uz kapacitet gledateljstva od pribiližno 5.000 sjedećih mjesta.
Podloga je bila travnata, tzv. »GreenSet«, koja se u tenisu koristi na Davis i Fed Cupu.